# 伊藤俊吾のザ・ソングス・オーディション「GeTaCha!」
伊藤俊吾のザ・ソングス・オーディション「GeTaCha!」（いとうしゅんごの - ゲタチャ）は、文化放送で放送されていた「リスナー参加型」オーディション番組。ナビゲーターは伊藤俊吾。金曜26時台での音楽ラジオ番組は1994年4月8日以来約14年ぶりとなる（この間この時間は文化放送A&Gゾーンのアニラジ番組を放送していた）。

## 放送時間
文化放送
- 金曜 26:00 - 27:00（2008年10月3日 - 2009年10月2日）
- 金曜 26:00 - 26:30（2008年4月4日 - 9月26日）

ネット局（2008年9月30日 - 2009年4月第1週目放送分まで）
- IBC岩手放送 日曜 21:00 - 21:30
- 山形放送 火曜 21:00 - 21:30
- 山梨放送 日曜 21:00 - 21:30
- 北日本放送 日曜 21:00 - 21:30
- 山陽放送 日曜 21:00 - 21:30
- 高知放送 土曜 21:30 - 22:00

## コーナー
- こだわりの新曲ナビ（文化放送のみ）
- 勝ち抜きアーティストのコメント（随時）
- ザ・ソングス・オーディション
- GeTaCha審査委員会（文化放送のみ）
- 今週のヒット曲（同上）
- 伊藤俊吾の名曲教室（同上）
- GeTaChaアーティスト情報局（同上）
- ゲストコーナー（随時、同上）
- 伊藤俊吾の生歌
- エンディング

オーディションを勝ち抜いたアーティストがスタジオに来ることがありコーナーが休止となることがあった。

### ザ・ソングス・オーディション
毎週（30分番組時代にはスタジオゲストがあった場合は大抵休止）5組のアーティストの曲の最初のワンコーラス程度と紹介文が放送される。2008年6月3日から、インターネットラジオ「ジャスクリ」で「ザ・ソングス・オーディション」コーナーを再編集したものを聞くことが出来るようになっている。これは放送翌週の火曜に更新される。なお、投票期間終了後次の更新までの間は、番組に来たメールを読んでいるものに差し替えられる。さらに携帯電話ではノミネート曲を試聴できる。
リスナー投票者の投票期間は、文化放送での放送開始時から木曜の24時までである。投票の公平性を図るため、投票は1日1回だけ有効となっており、投票終了の36時間前（水曜の12時）から各アーティストのリスナー投票者からの得票率は非表示になる（放送開始当初は終了まで表示されていた。）。次週に進むためには得票率20%が必要である。得票を得られなかったアーティストのうち最大で2組が落選する。5週勝ち残ると合格となり、レコード会社の担当者の前での演奏機会提供の他、文化放送1階のサテライトプラスでのお披露目ライブ、エンディングで曲がフルで流される、などの特典がある。
2008年10月3日の結果発表分からは、「GeTaCha審査委員会」からの投票が加わった。審査委員は作家、プロデューサーなどから構成されているとのことである。審査委員の数は随時増やされた。審査委員の評価はメジャーデビューさせられるかどうかの点を考慮するため、週が進むと評価が辛くなるとしている。
アーティストは再挑戦可能であり、2009年5月には以前に落選したアーティストが再出場した。

#### 5週勝ち抜きアーティスト
- eyes
- 坂本麗衣
- SLUGGER
- shotaro
- 幸美AMP
- the sad sad planet
- ネコムスメ
- Rino（シンガーソングライター）
- さとちき
- feel×heal
- THE DILEMMA OF HEDGEHOG
- とっと
- fromnou
- THE SPIN
- 一柳リョータ

### 放送終了までに終了したコーナー
- 伊藤俊吾のこの一曲（時間がある場合のみ、2009年7月4日まで）